# Histoires fantastiques (série télévisée, 1985)
Pour les articles homonymes, voir Amazing Stories (homonymie) et Histoires fantastiques (série télévisée, 2020).
Histoires fantastiques (Amazing Stories) est une série télévisée fantastique américaine en 45 épisodes de 23 minutes, créée, produite et partiellement réalisée par Steven Spielberg et diffusée aux États-Unis entre le 29 septembre 1985 et le 10 avril 1987 sur le réseau NBC.
Trois épisodes de la série furent compilés sous forme de film à sketches pour une sortie dans les salles de cinéma européennes : Papa Momie, La Mascotte et La Mauvaise Tête. En France, ce long-métrage, intitulé lui aussi Histoires Fantastiques, est sorti dans les salles le 3 juillet 1987.
En France, La saison 1 a été diffusée à partir du 16 juillet 1992 sur Antenne 2 avec un générique différent et avec une présentation de Roger Colombani réalisée par la chaîne. Rediffusion de la saison 1 avec le générique d'origine et diffusion de la saison 2 inédite dans l'émission Chalu Maureen à partir du 14 septembre 1994 sur France 2. Rediffusion intégrale sur Série Club, et Sci Fi.
L'épisode animé de la saison 2, intitulé Chien de Salon, a servi de base à Family Dog, un dessin animé en dix épisodes diffusé sur CBS en 1993.
La série a un reboot, depuis 2020, pour le moment composé d'une saison, et de 5 épisodes, disponible sur Apple TV+.

## Synopsis
Histoires fantastiques est une anthologie de courts-métrages fantastiques encadrée par Steven Spielberg.
Parmi les réalisateurs des épisodes, on peut citer, outre Spielberg lui-même, Clint Eastwood, Martin Scorsese, Robert Zemeckis et Joe Dante, mais également Irvin Kershner (connu pour Star Wars, épisode V : L'Empire contre-attaque et Les Yeux de Laura Mars), Tobe Hooper (Poltergeist, Massacre à la tronçonneuse), Bob Clark (Black Christmas), Tom Holland (Jeu d'enfant) et Paul Michael Glaser (Running Man), ou encore les acteurs Burt Reynolds et Danny DeVito. C'est aussi là qu'a démarré la carrière de Brad Bird, qui a depuis dirigé plusieurs films d'animation pour la Warner et Pixar. Certains scénarios sont de l'auteur Richard Matheson.

## Distribution
La liste est pléthorique mais notons entre autres : 
- Charlie Sheen
- Kevin Costner (VF : Jacques Frantz)
- Harvey Keitel
- Forest Whitaker
- Mark Hamill
- Patrick Swayze
- Christopher Lloyd
- Sondra Locke
- Brion James

...

## Épisodes

### Première saison (1985-1986)
1. Le Train fantôme (Ghost Train)
2. La Météorite (The Main Attraction)
3. Le Messager d'Alamo (Alamo Jobe)
4. Papa, momie (Mummy Daddy)
5. La Mascotte (The Mission)
6. L’Incroyable Vision (The Amazing Falsworth)
7. Programme spatial (Fine Tuning)
8. Mister Magic (Mr Magic)
9. Vacances forcées (Guilt Trip)
10. Le Zappeur fou (Remote Control Man)
11. Nuit de Noël (Santa 85)
12. Vanessa (Vanessa In the Garden)
13. La Baby sitter (The Sitter)
14. Le Héros malgré lui (No Day at the Beach)
15. Le Dernier Verre (One for the Road)
16. Le Collectionneur (Gather Ye Acorns)
17. Bouh ! (Boo)
18. Dorothy et Ben (Dorothy and Ben)
19. Miroir, miroir (Mirror, Mirror)
20. Le Cinéma secret (Secret Cinema)
21. La Moumoute sanguinaire (Hell Toupee)
22. La Poupée (The Doll)
23. L’Encyclopédie vivante (One for the Books)
24. Le Fantôme de Charlie (Grandpa’s Ghost)

### Deuxième saison (1986-1987)
1. La Bague (The Wedding Ring)
2. La Formule magique (Miscalculation)
3. Samedi magique (Magic Saturday)
4. Un vrai cauchemar (Welcome to my Nightmare)
5. Vous avez intérêt à me croire (You Gotta Believe Me)
6. Le Grand Truc (The Greibble)
7. La Chaise électrique (Life on Death Row)
8. La Mauvaise Tête (Go to the Head of the Glass)
9. Un puits d’or (Thanksgiving)
10. Le Plus Gros Potiron (The Pumpkin Competition)
11. Et si jamais… (What If…?)
12. Mémoire éternelle (Eternal Mind)
13. L'Auto-stoppeuse (Lane Change)
14. Un flic en moins (Blue Man Down)
15. Lucy (The Twenty-One-Inch Sun)
16. Chien de salon (Family Dog)
17. Sacré Gershwin (Gershwin's Trunk)
18. Surprenant voisinage (Such Interesting Neighbors)
19. Diana (Without Diana)
20. Destination Altarus (Moving Day)
21. Miss Galaxie (Miss Stardust)

## Commentaires
- Lorsque Steven Spielberg a créé la série, il s'est directement inspiré du magazine éponyme Amazing Stories créé par Hugo Gernsback qu'il lisait lorsqu'il était enfant mais aussi de la série qui l'a bercée dans son adolescence : La Quatrième Dimension de Rod Serling.
- Dans la saison 2, l'épisode La Mauvaise Tête dure 38 minutes dans sa version télévisée et 43 minutes dans sa version longue et l'épisode Chien de salon étant un dessin animé, il ne fait intervenir aucun acteur.
- NBC par contrat a dû commander deux saisons complètes à son créateur et producteur Steven Spielberg ce qui est rare pour un programme nouveau.
- Annoncée par la presse comme le nouveau succès de la saison et du renouveau de l'anthologie, genre laissé en désuetude à la télévision américaine, la série n'a pas réussie à s'imposer face à la série concurrente Arabesque diffusée à la même heure sur CBS.
- Sans pour autant faire des audiences catastrophiques le dimanche soir, la série n'a pas été renouvelée pour des raisons budgétaires. Très coûteuse à produire (Elle bénéficiait d'un budget d'un million de dollars par histoire). Pour comparaison, la série Deux flics à Miami avait un budget moyen de 1,2 million par épisode d'une heure alors qu’Histoires fantastiques coûtait presque autant pour un programme de seulement trente minutes.
- Au cours de la première saison, deux autres anthologies ont fait leur retour à la télévision, et pas des moindres : La Cinquième Dimension et Alfred Hitchcock présente, l'une sur CBS et l'autre sur NBC.

## DVD
- France :

Plusieurs éditions ont vu le jour en France.
- Histoires Fantastiques : L'intégrale de la Saison 1 (4 DVD-9 présentés dans 4 slimpacks dans un coffret cartonné) sorti le 5 décembre 2006 édité par Universal Pictures France et distribué par Universal Pictures Vidéo. Le ratio écran est en 1.33:1 plein écran 4:3. L'audio est en Anglais 5.1 et en français 2.0. Les sous-titres sont en français. Les 24 épisodes de la première saison sont présents. En supplément : 20 minutes de scènes coupées. Il s'agit d'une édition Zone 2 Pal. (ASIN B000J0ZR0Y)
- Histoires Fantastiques : L'intégrale de la Saison 1 (4 DVD-9 présentés dans un boitier scanavo avec surétui) sorti le 6 juin 2012 édité par MEP Vidéo et distribué par MEP Vidéo / Fravidis avec le même contenu et les mêmes caractéristiques techniques que l'édition de 2006. Il s'agit d'une édition Zone 2 Pal. (ASIN B007MS0ID2)
- Histoires Fantastiques : L'intégrale de la série (Coffret de 8 DVD-9 sur deux digipacks avec un livret de 48 pages contenant des entretiens inédits avec Mick Garris, Joe Dante et Charles Minsky) sorti le 22 février 2017 édité par Elephant Films et distribué par Sony Pictures Home Entertainment. Le ratio écran est en 1.33:1 plein écran 4:3. L'audio est en anglais 5.1 et en français 2.0. Les sous-titres sont en français. Les 45 épisodes de la série sont présents. En supplément : 20 minutes de scènes coupées, l'épisode La Mauvaise Tête en version longue (VOST), trois documentaires : Amazing Spielberg (15 min), Réalisateurs fantastiques (15 min), Anthologies Stories (15 min) et une galerie de photos. Il s'agit d'une Zone 2 Pal. (ASIN B01NCF5DOY)
- Histoires Fantastiques : L'intégrale de la Saison 1 (Coffret 4 DVD-9) sorti le 10 juin 2017 édité par Elephant Films et distribué par Elephant Films avec le même contenu et les mêmes caractéristiques techniques que l'intégrale de février 2017. Il s'agit d'une édition Zone 2 Pal. (ASIN B06XKVKGYC)
- Histoires Fantastiques : L'intégrale de la Saison 2 (Coffret 4 DVD-9) sorti le 10 juin 2017 édité par Elephant Films et distribué par Elephant Films avec le même contenu et les mêmes caractéristiques techniques que l'intégrale de février 2017. Il s'agit d'une édition Zone 2 Pal. (ASIN B06XKZQN8V)